# Flughafen Dubrovnik

i7
i11
i13

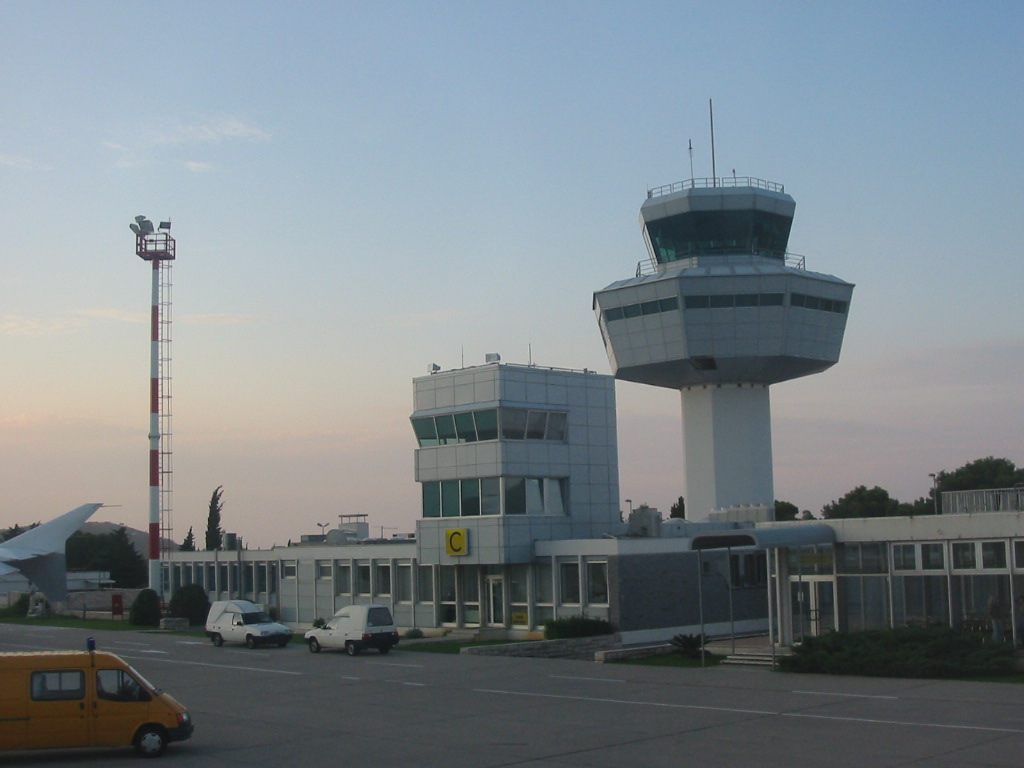
Flughafen Dubrovnik

Der Flughafen Dubrovnik (kroat.: Zračna luka Dubrovnik) ist der Flughafen der kroatischen Hafenstadt Dubrovnik und liegt 15 Kilometer südöstlich von Dubrovnik und etwa vier Kilometer südöstlich von Cavtat. Im Jahr 2022 wurden dort mehr als 2,1 Millionen Passagiere abgefertigt. Er wurde 2023 nach Ruđer Bošković benannt.

## Lage und Verkehrsanbindung
Der Flughafen liegt bei der Ortschaft Čilipi in der Gemeinde Konavle, 15 Kilometer südöstlich vom Zentrum Dubrovniks. Den Flughafen erreicht man über die Nationalstraße D8.
Es besteht eine regelmäßige Busverbindung der Firma Platanus Travel Agency vom zentralen Busbahnhof in Dubrovnik mit Zwischenhalt Nähe Altstadt zum Flughafen (Fahrpläne liegen u. a. im Tourismusbüro und Busbahnhof aus). Vom Flughafen verkehrt nach Ankunft eines jeden Linien- und Billigfliegers der Transferbus nach Dubrovnik und hält zuerst in der Altstadt und anschließend am Busbahnhof im Hafen Gruž. Der Preis für die einfache Fahrt beträgt 9 Euro und für Hin- und Rückfahrt 12 Euro. Fahrkarten mit dem öffentlichen Nahverkehrs-Bus variieren je nach Ziel, eine Fahrt von/nach Dubrovnik kostet 4,50 Euro. (Stand April 2023)

## Geschichte
Der Flughafen Dubrovnik wurde am 15. Mai 1962 für den Charterflugverkehr und am 15. Juli 1962 für den Linienverkehr geöffnet.
1991 wurde von anrückenden jugoslawischen Truppen der Flughafen in der Schlacht um Dubrovnik fast völlig zerstört und geplündert. In den Jahren 1992 bis 1997 wurde der Flughafen wieder aufgebaut.
Ab 2005 wurde der Flughafen umgebaut.
Vom 19. März 2020 bis zum 1. Mai 2020 blieb der Flughafen aufgrund der COVID-19-Pandemie geschlossen.

## Fluggesellschaften und Ziele
Die kroatische Fluggesellschaft Croatia Airlines verbindet den Flughafen ganzjährig mit der Hauptstadt Zagreb und weiteren Zielen innerhalb Europas. Es werden im Sommer 2018 im Linienbetrieb 60 Ziele von 40 Fluggesellschaften bedient. In Deutschland werden im Sommer 2018 Frankfurt am Main, München, Düsseldorf, Berlin, Hamburg, Hannover, Köln-Bonn und Stuttgart im Linienverkehr angeflogen. In Österreich wird Wien bedient und in der Schweiz Zürich, Genf und Basel. Im Auftrag vieler europäischer Reiseveranstalter fliegen zahlreiche Airlines als Charter nach Dubrovnik. Die meisten Ziele werden nur saisonal bedient.

### Tabelle
| Fluggesellschaft          | Flugziel |
| ------------------------- | --- |
| S7 Airlines               | Moskau Domodedovo |
| Aer Lingus                | Dublin, Cork |
| Austrian Airlines         | Wien |
| British Airways           | London Gatwick |
| Croatia Airlines          | Zagreb, Amsterdam, Düsseldorf, Frankfurt, München, Rom FCO, Venedig, Zürich, Paris CDG, Athen |
| Eurowings                 | Berlin, Düsseldorf, Köln-Bonn, Hamburg, Stuttgart |
| Iberia                    | Madrid |
| Jet 2                     | Belfast, Birmingham, Edinburgh, Glasgow, Leeds-Bradford, London Stansted, Manchester, Newcastle, Nottingham |
| Brussels Airlines         | Brüssel |
| Lufthansa                 | Frankfurt, München |
| Norwegian Air Int.        | Barcelona, Bergen, Kopenhagen, Helsinki, Oslo, Stavanger, Stockholm, Trondheim |
| TUI Airways               | Birmingham, Bristol, Doncaster, Glasgow, London Gatwick, Manchester, East Midlands, Newcastle, Cardiff |
| Trade Air                 | Split, Rijeka |
| Air Baltic                | Riga, Vilnius (2 × pro Woche mit A220-300) (Beginnend 2. Mai 2020) |
| Easyjet                   | Amsterdam, Basel-Mülhausen, Belfast, Berlin, Bristol, Edinburgh, London Gatwick, London Luton, London Stansted, London Southend, Lyon, Manchester, Mailand Malpensa, Neapel, Paris Orly, Toulouse, Venedig, Genf |
| Aegean Airlines           | Athen |
| Vueling                   | Barcelona, Rom FCO, Paris CDG |
| Volotea                   | Bari, Bordeaux, Marseille, Mailand Bergamo, Nantes, Strassburg, Venedig, Strasbourg, Baden-Baden, Lyon, Athen, Mykonos, Palermo, Toulouse                                                                        |
| Air Serbia                | Belgrad |
| TUI Airlines Belgium      | Brüssel |
| Corendon Airlines Europe  | Kopenhagen, Helsinki, Paris CDG, Stockholm Arlanda, Göteborg, Oslo |
| SAS Scandinavian Airlines | Kopenhagen, Oslo, Stockholm Arlanda |
| Flydubai                  | Dubai |
| Condor                    | Frankfurt, Hannover |
| Finnair                   | Helsinki |
| Turkish Airlines          | Istanbul |
| Luxair                    | Luxemburg |
| Transavia France          | Paris Orly |
| Smartwings                | Prag, Warschau, Katowice |
| Alitalia                  | Rom FCO |
| Transavia                 | Rotterdam |
| LOT Polish Airlines       | Warschau, Krakau, Budapest (1 × pro Woche mit E195) (Beginnend 7. Juni 2020) |
| Edelweiss Air             | Zürich |
| American Airlines         | Philadelphia (ab Sommer 2020 täglich) |
| SWISS                     | Genf (1 × pro Woche mit A220-300) (Beginnend 4. Juli 2020) |
| Qatar Airways             | Doha (3-5 × pro Woche mit A320) (Beginnend 18. Mai 2020) |
| Lauda                     | Wien (2 × pro Woche mit B737-800 operated by Ryanair) (Beginnend 29. März 2020) |
| Ryanair                   | Dublin |

Stand Januar 2020
| Airline                     | Passagiere | %      |
| --------------------------- | ---------- | ------ |
| EasyJet                     | 434'444    | 15.00  |
| Croatia Airlines            | 425'115    | 14.68  |
| Jet2.com                    | 208'434    | 7.20   |
| Norwegian Air International | 195'060    | 6.73   |
| Vueling Airlines            | 135'973    | 4.69   |
| TUI Airways                 | 122'811    | 4.24   |
| Lufthansa                   | 122'527    | 4.23   |
| British Airways             | 108'476    | 3.75   |
| Volotea                     | 98'777     | 3.41   |
| Aegean Airlines             | 87'514     | 3.02   |
| Austrian Airlines           | 83'224     | 2.87   |
| Turkish Airlines            | 80'883     | 2.79   |
| Eurowings                   | 73'944     | 2.55   |
| Andere                      | 719'045    | 24.83  |
| Total                       | 2'896'227  | 100.00 |

| Flugziel          | Passagiere | %      |
| ----------------- | ---------- | ------ |
| London            | 290.966    | 13,54  |
| Paris             | 124.948    | 5,81   |
| Zagreb            | 123.648    | 5,75   |
| Dublin            | 90.174     | 4,20   |
| Manchester        | 87.896     | 4,09   |
| Wien              | 66.268     | 3,08   |
| Frankfurt         | 58.298     | 2,71   |
| Rom               | 53.096     | 2,47   |
| Amsterdam         | 50.576     | 2,35   |
| Barcelona-El Prat | 48.078     | 2,24   |
| Birmingham        | 46.356     | 2.16   |
| Madrid-Barajas    | 44.818     | 2,09   |
| Nantes            | 43.008     | 2,00   |
| Bristol           | 42.614     | 1,98   |
| Helsinki          | 38.672     | 1,80   |
| Andere            | 939.765    | 43,73  |
| Total             | 2.149.181  | 100.00 |

| Flugzeugtyp            | Bewegungen | %      |
| ---------------------- | ---------- | ------ |
| Airbus A320            | 7.418      | 28.57  |
| Boeing 737             | 4.938      | 19.02  |
| Airbus A319            | 4.564      | 17.58  |
| De Havilland DHC-8-400 | 2.022      | 7.79   |
| Airbus A321            | 1.642      | 6.32   |
| Boeing 717-200         | 466        | 1.79   |
| Embraer E190           | 398        | 1.53   |
| Bombardier CRJ1000     | 230        | 0.89   |
| Boeing 757-200         | 162        | 0.62   |
| Embraer E175           | 138        | 0.53   |
| Boeing 787-8           | 116        | 0.45   |
| Boeing 767-300         | 110        | 0.42   |
| Andere                 | 3.758      | 14.48  |
| Total                  | 25.962     | 100,00 |

## Verkehrszahlen
| Jahr | Fluggastaufkommen | Fluggastaufkommen | Fluggastaufkommen | Luftfracht (Tonnen) | Flugbewegungen |
| Jahr | National          | International     | Gesamt            | Luftfracht (Tonnen) | Flugbewegungen |
| ---- | ----------------- | ----------------- | ----------------- | ------------------- | -------------- |
| 2022 | 174.520           | 1.965.740         | 2.149.181         | 411                 | 20.630         |
| 2021 | 112.033           | 811.180           | 927.934           | 390                 | 14.212         |
| 2020 | 84.975            | 241.805           | 330.147           | 29                  | 8.486          |
| 2019 | 250.815           | 2.626.740         | 2.896.227         | 127                 | 25.962         |
| 2018 | 254.914           | 2.265.335         | 2.539.412         | 176                 | 23.596         |
| 2017 | 266.941           | 2.042.144         | 2.323.065         | 204                 | 21.496         |
| 2016 | 249.473           | 1.727.832         | 1.993.243         | 224                 | 19.244         |
| 2015 | 236.541           | 1.442.970         | 1.693.934         | 256                 | 16.852         |
| 2014 | 242.252           | 1.327.916         | 1.584.471         | 291                 | 16.492         |
| 2013 | 238.391           | 1.271.136         | 1.522.629         | 376                 | 16.126         |
| 2012 | 241.565           | 1.220.230         | 1.480.470         | 357                 | 16.216         |
| 2011 | 249.686           | 1.083.140         | 1.349.501         | 420                 | 16.050         |
| 2010 | 215.623           | 1.042.175         | 1.270.062         | 406                 | 15.539         |
| 2009 | 226.542           | 881.041           | 1.122.355         | 516                 | 14.342         |
| 2008 | 274.720           | 902.790           | 1.191.474         | 997                 | 14.822         |
| 2007 | 209.014           | 921.864           | 1.143.168         | 846                 | 15.047         |
| 2006 | 190.608           | 912.693           | 1.120.453         | 741                 | 14.855         |
| 2005 | 180.521           | 881.793           | 1.083.240         | 677                 | 14.365         |
| 2004 | 157.850           | 709.722           | 880.967           | 822                 | 12.277         |
| 2003 | 162.862           | 538.530           | 716.592           | 592                 | 10.204         |
| 2002 | 116.730           | 380.073           | 507.459           | 657                 | 7.711          |
| 2001 | 115.104           | 334.276           | 461.322           | 646                 | 6.739          |
| 2000 | 110.850           | 275.851           | 395.548           | 680                 | 6.762          |
| 1999 | 102.799           | 109.034           | 218.120           | 584                 | 4.926          |
| 1998 | 108.742           | 162.085           | 279.484           | 296                 | 5.944          |
| 1997 | 102.806           | 118.225           | 227.359           | 259                 | 5.350          |
| 1996 | 88.878            | 48.826            | 141.585           | 227                 | 4.568          |
| 1995 | 40.478            | 6.387             | 49.510            | 139                 | 1.782          |
| 1994 | 48.683            | 14.437            | 64.213            | 176                 | 1.663          |
| 1993 | 34.932            | 909               | 37.117            | 104                 | 1.566          |
| 1992 | 1.157             | 5                 | 1.162             | 0,5                 | 34             |
| 1991 | 129.000           | 139.000           | 268.000           | 500                 | 4.700          |
| 1990 | 394.616           | 820.175           | 1.267.872         | 1.639               | 15.093         |
| 1989 | 406.278           | 753.296           | 1.199.316         | 1.716               | 14.792         |
| 1988 | 513.025           | 817.284           | 1.367.768         | 2.015               | 14.614         |
| 1987 | 586.742           | 835.818           | 1.460.354         | 2.258               | 15.606         |
| 1986 | 463.452           | 714.160           | 1.211.706         | 2.246               | 15.218         |
| 1985 | 413.485           | 702.743           | 1.168.697         | 2.490               | 15.387         |
| 1984 | 383.895           | 612.913           | 1.042.192         | 2.130               | 12.562         |
| 1983 | 407.231           | 489.489           | 938.686           | 1.860               | 10.660         |
| 1982 | 411.868           | 510.688           | 963.874           | 1.964               | 11.574         |
| 1981 | 443.578           | 509.435           | 997.110           | 1.977               | 12.052         |
| 1980 | 430.305           | 464.393           | 938.809           | 1.882               | 14.228         |
| 1979 | 502.487           | 457.920           | 1.006.851         | 2.452               | 15.884         |
| 1978 | 512.320           | 504.467           | 1.064.395         | 2.311               | 14.060         |
| 1977 | 405.912           | 401.959           | 851.811           | 2.211               | 12.103         |
| 1976 | 387.145           | 448.656           | 877.742           | 2.038               | 12.752         |
| 1975 | 349.785           | 439.379           | 826.205           | 1.414               | 12.516         |
| 1974 | 327.403           | 485.779           | 846.695           | 1.401               | 13.756         |
| 1973 | 286.489           | 485.261           | 810.729           | 1.238               | 14.194         |
| 1972 | 216.395           | 402.554           | 652.415           | 897                 | 11.650         |
| 1971 | 220.550           | 472.332           | 728.624           | 1.003               | 13.240         |
| 1970 | 180.157           | 375.707           | 584.007           | 651                 | 11.532         |
| 1969 | 132.084           | 299.664           | 456.053           | 636                 | 9.566          |
| 1968 | 87.755            | 205.434           | 306.273           | 558                 | 6.922          |
| 1967 | 74.174            | 191.115           | 277.023           | 664                 | 7.072          |
| 1966 | 68.332            | 184.833           | 262.909           | 570                 | 5.924          |
| 1965 | 111.982           | 114.354           | 234.547           | 511                 | 5.962          |
| 1964 | 102.554           | 93.116            | 202.387           | 655                 | 4.368          |
| 1963 | 60.512            | 53.369            | 119.593           | 349                 | 4.200          |
| 1962 | 55.100            | 11.441            | 69.574            | 352                 | 2.464          |

## Zwischenfälle
Unter dem Rufzeichen IFO-21 zerschellte am 3. April 1996 ein Passagierflugzeug der US-amerikanischen Luftstreitkräfte (Kennzeichen 73-1149) beim Landeanflug auf den Flughafen Dubrovnik an einem Berg. An Bord der Boeing 737 (CT-43A) befanden sich die fünfköpfige Flugzeugbesatzung sowie die 30 Mitglieder einer Wirtschaftsdelegation unter Leitung des damaligen US-Handelsministers Ron Brown. Nur eine Stewardess im Rang eines Technical Sergeant überlebte den unmittelbaren Aufprall, während des Transports zum Krankenhaus starb auch sie.